# Монтальдо-Скарампи
Монтальдо-Скарампи (итал. Montaldo Scarampi) — коммуна в Италии, располагается в регионе Пьемонт, в провинции Асти.
Население составляет 728 человек (2008 г.), плотность населения составляет 109 чел./км². Занимает площадь 7 км². Почтовый индекс — 14048. Телефонный код — 0141.
Покровителем коммуны почитается святитель Понтиан, папа Римский, празднование 19 ноября.

## Демография
Динамика населения:

## Администрация коммуны
- Официальный сайт: